# Kroatische Gebirgseidechse
Die Kroatische Gebirgseidechse (Iberolacerta horvathi; kroatisch Velebitska gušterica d. h. Velebiter Eidechse) ist eine Art der Echten Eidechsen und in Europa beheimatet, wo sie von den südwestlichen Alpen bis nach Kroatien lebt.

## Merkmale
Die Gesamtlänge dieser kleinen, schlanken Eidechsenart beträgt maximal 18 cm, die Kopf-Rumpf-Länge rund 6,5 cm. Im Erscheinungsbild ähnelt die Art der Mauereidechse (Podarcis muralis). Das Halsband schließt nach hinten glattrandig ab. Die Rückenschuppen sind relativ groß, rundlich bis sechseckig, dabei flach und ungekielt. Auf der Rückenmitte sind sie in deutlichen Querreihen, an den Flanken unregelmäßiger angeordnet. Kopf, Rücken und Schwanzoberseite sind hellbräunlich, grau-grünlich bis weißlich-grau gefärbt. Bei schrägem Lichteinfall kann die Art grünlich schillern. Am Nasenloch beginnend zieht sich über die Schläfengegend und die obere Hälfte der Flanken ein breites, dunkel- bis rotbraunes Längsband, dessen oberer Rand deutlich gesägt ist. Dieses Band zieht sich auch über die Schwanzseiten, wo es charakteristische aneinandergereihte Rhomben bildet. Gelegentlich ist der helle Rücken zeichnungslos, meist aber mit zahlreichen kleinen dunklen Flecken bedeckt. Relativ oft findet sich auf der Rückenmitte eine schmale braune Linie, die aber unvollständig ausgebildet sein kann. Die Kehlregion ist weißlich-grau, die Bauchseite stroh- bis grünlich-gelb gefärbt. Die Unterseite ist ungefleckt, nur auf der äußeren Reihe der Bauchschilder können sich schwarze oder auch rostrote Flecken befinden. Die Jungtiere gleichen in Färbung und Zeichnung weitgehend den Erwachsenen, haben aber auffallend spangrüne oder grünlich-graue Schwänze.

## Ähnliche Arten
Die Mosoreidechse (Dinarolacerta mosorensis) und die Dalmatinische Spitzkopfeidechse (Dalmatolacerta oxycephala) haben einen stärker abgeplatteten Kopf, und ihnen fehlt das für die Kroatische Gebirgseidechse charakteristische gesägte Flankenband. Von der oft sehr ähnlichen Mauereidechse, vor allem den gestreiften Weibchen, unterscheidet sich I. horvathi durch das auch an den Schwanzseiten vorhandene Flankenband mit dem Rhombenmuster. Bei der Waldeidechse (Zootoca vivipara) verläuft das dunkelbraune Flankenband nahezu geradlinig an der Grenze zum Rücken, und auf den Schwanzseiten fehlt das Rhombenmuster; außerdem ist ihre Unterseite gefleckt.

## Verbreitung
Das kleine und disjunkte (zersplitterte) Verbreitungsgebiet reicht nördlich bis Österreich, wo die Art in Osttirol, den Gailtaler Alpen und im östlichen Teil der Karnischen Alpen sowie in den Karawanken vorkommt. In Italien findet sie sich in den Julischen Alpen. Des Weiteren kommt sie in Slowenien und Kroatien vor, wo sie von der Učka in Nordost-Istrien, in den Gebirgen Velika Kapela und Mala Kapela sowie dem Velebit-Gebirge bekannt ist. Die Südgrenze des Areals ist nicht genau bekannt, für die Gegend um Šibenik fehlt es an einer neuerlichen Bestätigung. Ein 1990 beschriebenes Vorkommen im deutschen Teil des Karwendels gilt als unwahrscheinlich und konnte nicht erneut nachgewiesen werden. Der große Abstand des Karwendels zum bekannten Verbreitungsgebiet dieser Art sowie die fehlenden Neunachweise legen nahe, dass es sich um ausgesetzte Tiere gehandelt hat.

## Lebensraum
Die Kroatische Gebirgseidechse ist eine Gebirgsart, die von 250 m über NN aufwärts zu finden ist. Das höchste Vorkommen liegt bei 2000 m Höhe am Visoka Ponca (Slowenien). Bevorzugt werden feuchte, kühle Höhenlagen von 800–1200 m besiedelt, besonders steinige Gelände, Klippen, Karstgestein, Steinbrücken und Straßenböschungen. Meist halten sich die Tiere direkt an Felswänden, in der Nähe von Spalten oder im Geröll, das teilweise von Moos, Gräsern und kleinen Farnen überwachsen ist, auf. Auch an unverfugten Stützmauern und in ihrem Spaltensystem halten sich die Tiere auf. In tieferen Lagen ist die Art oft mit der Mauereidechse vergesellschaftet. Dort bevorzugt die gut kletternde I. horvathi glatte und steile Felsenflächen, auf denen sie als die leichtere Art im Gegensatz zur schwereren Mauereidechse noch genügend Halt findet.

## Lebensweise
Die Länge der Winterruhe und die jährliche Aktivitätsperiode hängen vom jeweiligen Fundort und dem Lokalklima ab. In Nordostitalien erscheinen die Tiere im April, die Männchen zuweilen schon im März, und ziehen sich im Oktober/November zur Überwinterung zurück. Im Velebit-Gebirge (Kroatien) und in den Julischen Alpen (Slowenien) erscheinen die Tiere dagegen erst in der ersten Maihälfte aus den Winterquartieren und ziehen sich bereits Mitte Oktober wieder zurück. Die Paarungszeit dauert von Mitte Mai bis Ende Juni. Das einzige Gelege mit 2–5 (meist 3) Eiern, die 16–18 mm lang und 8 mm breit sind, wird im Juli in Felsspalten abgesetzt. Die ersten Jungtiere erscheinen in der ersten Augusthälfte. Die Nahrung besteht aus Lungenschnecken, Landasseln, Spinnentieren, Doppelfüßern und Insekten, wobei Hautflügler, Zweiflügler und Käfer dominieren. Die Feinde sind nicht bekannt.

## Gefährdung
Die IUCN listet die Art in der Roten Liste gefährdeter Arten als potenziell gefährdet (near threatened) mit einer stabilen Population. Begründet ist die potenzielle Gefährdung durch das kleine Areal und die Isolation der einzelnen Populationen. Zumindest in den Karnischen und Julischen Alpen kommt sie jedoch oftmals in hoher bis sehr hoher Dichte vor und ist hier nicht gefährdet. An steilen Hängen oberhalb 1000 m Höhe, wo keine menschlichen Negativwirkungen bekannt sind, dürfte die Art ohnehin ungefährdet sein. Aus dem südlichen Teil des Areals sind nähergehende Daten zur Gefährdungssituation oft mangelhaft.

## Taxonomie
Die Art wurde 1904 von Lajos Méhelÿ unter dem Namen Lacerta horvathi erstbeschrieben und 1997 von Arribas der Gattung Iberolacerta zugeordnet. Der wissenschaftliche Artname wurde zu Ehren des ungarischen Herpetologen Géza Horváth (1847–1937) vergeben.